# Olivier Basselin
Olivier Basselin (c.1400 - c.1450) fue un poeta francés.

## Biografía
Nació en Val-de-Vire, en Normandía hacia finales de siglo XIV. Su profesión era la fabricación del batán, con la ayuda de un molino. Sus canciones de taberna se hicieron famosas con el nombre del lugar Vaux-de-Vire, que con el tiempo pasaron a llamarse Vodevil Se cree que Basselin fue asesinado en las guerras inglesas hacia mediados de siglo XV, posiblemente en la batalla de Formigny (1450).
A principios del siglo XVII una colección de sus canciones fue publicada por un abogado normando, Jean Le Houx, contratado para recuperar el trabajo de Olivier Basselin. Existe la duda acerca de si Le Houx es el verdadero autor de las canciones atribuidas a Basselin.
Se cree que Basselin es el autor de algunas canciones que se preservaron en la Biblioteca Nacional de París publicadas en Caen en 1866 por M. Armand Gasté. Esta historia se relata en el libro de M.V. Patard  La Vérité dans la cuestión Olivier Basselin et Jean le Houx à propos du Vau-de-Vire (1897). Esta edición de Gasté (1875) del Vaux-de-Vire fue traducida en 1885 por James Patrick Muirhead.
Un poema de Henry Longfellow titulado "Oliver Basselin", publicado por primera vez en 1858 junto con "El Noviazgo de Millas Standish", recuerda a Basselin y sus canciones como sobrevivir a los barones, caballeros y abad de su tiempo, ya que, citando el poema: " la memoria poeta aquí, del paisaje hace que una parte: al igual que el río rápido y claro fluye a través de más de un corazón : ..."